# Famous (singolo Puddle of Mudd)
Famous è un singolo del gruppo post grunge statunitense Puddle of Mudd, tratto dall'album dallo stesso titolo Famous, il terzo della band. La canzone è stata per la prima volta trasmessa dalle radio rock l'11 maggio 2007, e pubblicata ufficialmente il 21 maggio dello stesso anno.
Il singolo, scritto dal frontman Wes Scantlin, come da titolo parla della volontà di diventare "famosi" come diritto dopo gli sforzi affrontati nella vita. Per il tema trattato, è stato spesso associato a Rockstar dei Nickelback.

## Classifiche
Famous non ha raggiunto posizioni particolarmente alte nelle classifiche Billboard, a parte nella Mainstream Rock Tracks nella quale ha ottenuto la seconda posizione. La posizione 18 nella classifica Bubbling Under Hot 100 singles equivarrebbe alla 118, se nella classifica Hot 100.
| Classifica (2007)                    | Posizione migliore |
| ------------------------------------ | ------------------ |
| Billboard Hot 100                    | 118                |
| Billboard Mainstream Rock Tracks     | 2                  |
| Billboard Modern Rock Tracks         | 20                 |
| Billboard Billboard Canadian Hot 100 | 97                 |

## Curiosità
- Il verso "pocket full of shells" è stato ispirato da una canzone dei Rage Against the Machine, Bulls on Parade.
- Il verso "the money is for nothing and the chicks are for free" è tratto dalla canzone dei Dire Straits Money for Nothing.
- Famous è stata utilizzata come sigla ufficiale della WWE One Night Stand 2007, ed il 26 giugno 2007 nell'edizione di ECW.
- Il singolo è presente nella colonna sonora del videogioco WWE SmackDown vs. Raw 2008, oltre che in quella del gioco per PlayStation 3 ed Xbox360 UFC 2009 Undisputed.